# L'Arroseur arrosé
L'Arroseur arrosé (De besproeier besproeid) is een Franse film van de gebroeders Lumière uit 1895. Het is waarschijnlijk de eerste film met een fictieve verhaallijn en de eerste komische film. Deze korte slapstickfilm zonder geluid duurt slechts 49 seconden en werd op 10 juni 1895 opgenomen in een tuin in La Ciotat, Frankrijk.
De film ging op 28 december 1895 in première, samen met nog negen andere films, in de Salon Indien du Grand Café aan de Place de l'Opéra in Parijs.
De scène is vaak herhaald in latere films. De film zelf werd een jaar later opnieuw geschoten in 1896 door Georges Méliès met de naam L'Arroseur.

## Verhaal
Een tuinman besproeit zijn tuin met een tuinslang. Een kwajongen sluipt naar hem toe en gaat op de tuinslang staan. De tuinman snapt niet wat er aan de hand is en kijkt in de slang waar het water blijft. Nu stapt de jongen van de slang en wordt de tuinman in zijn gezicht gespoten. De jongen wil wegrennen maar wordt door de tuinman vastgegrepen en gestraft. Hierna gaat de tuinman weer sproeien.

## Rolverdeling
In de film spelen twee acteurs:
| Acteur         | Personage | Opmerking                                                            |
| -------------- | --------- | -------------------------------------------------------------------- |
| François Clerc | tuinman   | Hij was destijds ook de tuinman van de tuin waarin gefilmd werd      |
| Benoît Duval   | kwajongen | Hij was de zoon van een van de medewerkers van de gebroeders Lumière |